# Grad Heusden
Grad Heusden je porušen večji grad v Heusdnu.

## Zgodovina
V 12. stoletju so gospodje Heusdenski imeli ozemlje, ki se je raztezalo na obeh straneh Oude Maasje. Takrat je bil to glavni tok reke Maas. V delu južno od Oude Maasje je bila glavna vas Oudheusden s cerkvijo. Leta 1130 je bil blizu te cerkve, na levem bregu Oude Maasje, glavni grad gospoda Heusdenskega. Takrat se je vas Oudheusden imenovala preprosto Heusden. Leta 1202 je ta grad uničil vojvoda Brabantski. 
Po uničenju njegovega gradu je gospod Heusdenski preselil svoj sedež v sedanji Heusden. Heusden je bil najprej znan kot Husdenredam. To je bilo novo naselje severno od Oude Maasje na meandru reke Maas. Novo naselje je bilo tudi vzhodno od sever-južne vode, ki je povezovala Oude Maasje z Maas. V bližini te povezave sever-jug je bil postavljen nov grad, verjetno kot neposredna posledica te selitve.
Prva različica gradu Heusden je bila sestavljena iz osmerokotnega kamnitega stolpa in kvadratne kamnite zgradbe na moti. Konec 13. ali v prvi polovici 14. stoletja je bil dozidan opečni obročni zid. Leta 1279 je Janez III. Heusdenski prišel v konflikt z Brabantom, njegov grad pa je bil oblegan in zavzet. Po obljubi zvestobe Brabantu je dobil svoj grad nazaj. Leta 1316 je umrl zadnji vladajoči gospodar Heusdenski, Janez IV. Njegov mladoletni polbrat Janez V. je nato prišel pod skrbništvo Janeza Elshoutskega, ki je grad prodal Brabantu. Janez Elshoutski je nato dobil grad nazaj kot osebni najem. Sestra Janeza IV. je nato Holandiji prodala svoje pravice, kar je leta 1318 vodilo do obleganja Vijema III. Holandskega. Na koncu je Janez V. dobil grad v najem od Brabanta.
Po smrti Jana V. leta 1330 so trditve brabantskih vojvod kot lordov Heusdna postale nesporne. Janez III., vojvoda Brabantski, je zato začel vlagati v njeno širitev kot mejne trdnjave proti Holandiji. Dela, ki so se začela leta 1338, je vodil kastelan Janez Wijtvlietski. Okoli leta 1340 se je začela gradnja zelo mogočnega osmerokotnega donjona.  Dokončala ga je Ivana, vojvodinja Brabantska, kmalu po letu 1355.  Ivana je prav tako dokončala utrditev mesta.
Leta 1357 sta bila Heusden in njegov grad ponovno priključena Grofiji Holandiji. Med vojnami trnka in trske je bil leta 1359 oblegan Delft. Viteza trsk Gijsbreht Nijenrodski in Janez Kervenajski sta pobegnila in pobegnila v Heusden. Tu so bili dolgo časa oblegani, preden so se pod določenimi pogoji predali. Leta 1420 je Heusden izbral stran trnkov. Jakoba Bavarska, grofica Hainautska je bila pogosto na tem gradu.
V prvi polovici 16. stoletja je bil Heusden v prvi liniji Guelderskih vojn (1502-1543). Na začetku osemdesetletne vojne je kapitan Waardenburg leta 1572 prevzel Heusden na strani upornikov. Zvesti poveljnik Spiering Welski se je umaknil na grad. Nesreča s smodnikom je nato povzročila požar, ki je kasneje postal znan kot Grote stadsbrand van Heusden, zaradi česar je večina mesta pogorela. To je naredilo tak vtis, da je Spiering Welski prepustil mesto upornikom.
Med letoma 1581 in 1589 so utrdbe Heusdna razširili. Končani so bili med dvanajstletnim premirjem (1609-1621). Grad ni imel več obrambne funkcije. Odslej ga je uporabljal garnizon. Velik osmerokotni stolp je služil kot skladišče smodnika.  Leta 1620 se je podrl velik stolp na jugozahodni strani, ki ni bil obnovljen.  V tem stanju je grad narisal Roelant Roghman v letih 1646-1647.
24. julija 1680 je strela udarila v grajski donjon.  V dojonu je bilo približno 60.000 funtov smodnika, pa tudi granate. Grad je bil skoraj popolnoma uničen, od donjona pa je ostal le krater, napolnjen s črno vodo. Umrlo je okoli 60-70 ljudi, številne hiše v okolici so bile uničene. Samo en kvadratni stolp se je ohranil bolj ali manj nedotaknjen. Leta 1823 so podrli tudi ta stolp.
Leta 1824 so grajske ruševine odstranili, razen visokega kvadratnega stolpa, ki je preživel eksplozijo. Ta stolp so uporabili za novo skladišče smodnika. Ostali del grajskega terena so spremenili v park. Leta 1889 so tudi ta stolp prodali, da bi bil porušen.

## Značilnosti gradu

### Grad Mota in zunanje obzidje
Prva različica gradu na sedanji lokaciji je bil grad Mota iz let okoli 1200. V središču okroglega glavnega gradu je bil osmerokotni stolp s premerom 8 m. Na severovzhodni strani je bila kvadratna zgradba 10 krat 10 metrov. Obe stavbi sta imeli temelje na tleh, razen severovzhodne strani kvadratne stavbe, ki je imela globlje temelje. Z zunanje strani kroga je bila dodana podlaga do ravni vsaj več kot 2 m visoko okoli osmerokotnega stolpa. Tako je nastala mota.
Osmerokotni stolp je imel obzidje, ki je bilo 2 m debelo pri tleh in je bilo narejeno iz maasškega apnenca. Kvadratna stavba je imela zidove 1 m debeline na treh straneh. Ti so bili narejeni iz opažev iz običajnih kamnov tufa velikosti približno 40 x 10 cm, zapolnjen s kosi tufa in apnenca. Veliko težji je bil severovzhodni zid stavbe, ki je bil na zunanji strani glavnega gradu. Imel je opaž iz kvadratnih apnencev, zapolnjenih s kosi tufa.
Če domnevamo, da so grad začeli graditi po tem, ko so se gospodje Heusdenski preselili iz Oudheusdna v Heusden, lahko ta grad moto datiramo kmalu po letu 1202. Takrat je bilo prisotno tudi zunanje obzidje, vendar njegova najzgodnejša oblika ni povsem jasna.

### Vodni grad
Druga različica gradu je bil vodni grad . Nastala je z gradnjo težke 3 m debelega obodnega zidu iz opeke iz oporniki s poznega 13. stoletja ali začetka 14. stoletja. Oporniki so bili morda zgrajeni za majhne previsne stolpe. Ob stavbi trga je bila zgrajena vratarnica. Na zahodni strani je bila obročna stena ravna. To je bilo nedvomno storjeno, da bi lahko na tej strani zgradili četrti. Iz te faze je tudi delno odkrit zunanji oklep. 

### Mestna citadela
Tretja različica gradu je bila mestna citadela. Potem ko je Brabant leta 1328 osvojil Heusden, se je začela gradnja ogromnega 40 m visokega donjona s 4 m debelimi stenami. Graditi je začel Janez III., vojvoda Brabantski, končala pa njegova naslednica Ivana (1322 – 1406). Ta drugi osmerokotni stolp je nadomestil prvi osmerokotni stolp. Nekoliko kasneje so na severozahodni strani prizidali dva velika kvadratna stolpa .